# Why (singolo Kim Tae-yeon)
Why è un singolo della cantante sudcoreana Kim Tae-yeon, pubblicato il 28 giugno 2016 come secondo estratto dall'EP omonimo.